# Kaibil
Los kaibiles (en singular kaibil) son soldados de élite del Ejército de Guatemala, preparados para llevar a cabo operaciones especiales y de inteligencia, y, actualmente, operaciones contra la delincuencia terrorista.
Desde 1975 se han graduado más de 1250 kaibiles en el curso Kaibil internacional con una duración de 8 semanas, en el que han participado soldados guatemaltecos (85%) y militares extranjeros de diversos países como El Salvador, EE. UU., Chile, Paraguay, China, España, Argentina, Perú, México y Honduras, entre otros.
A petición de la ONU, 2 compañías de kaibiles han participado en misiones de paz en Liberia, Congo, Haití, Nepal, Costa de Marfil. En 2005, ocho kaibiles murieron en combate en el Congo.

## Historia
El Centro de Adiestramiento y Operaciones Especiales de Guatemala fue fundado el 5 de diciembre de 1974 por iniciativa del entonces Mayor de Infantería Pablo Nuila Hub, quien propuso al Ministerio de la Defensa Nacional la creación de un entrenamiento tipo comandos para ser impartido al ejército debido a las amenazas de la época dentro del contexto de la guerra fría.
El 5 de marzo de 1975, por órdenes del Ministerio de Defensa de Guatemala, la escuela de comandos cambió su nombre por el de Escuela “Kaibil”, nombre asignado en honor a Kaibil Balam, un rey del imperio maya, que nunca fue capturado por los conquistadores españoles bajo el mando de Pedro de Alvarado. Los primeros instructores del entrenamiento Kaibil tenían el curso de Rangers. Con el paso del tiempo el curso tomó sus propios matices del entrenamiento militar guatemalteco.
El 12 de enero de 1989, se trasladó de la Escuela de Adiestramiento y Operaciones Especiales "Kaibil", de las fincas El Infierno y La Pólvora en el municipio de Melchor de Mencos, Petén, a las antiguas instalaciones de la Zona Militar Núm. 23, con sede en Poptún, Petén en el norte de Guatemala.
En diciembre de 1996, poco después de haberse firmado los acuerdos de paz, el presidente de Guatemala Álvaro Arzú Irigoyen expresó que tenía la intención de preservar a los kaibiles en tiempos de paz, pero con la nueva misión de combatir otra guerra, en contra de los narcóticos y el crimen organizado. Después, el ejército guatemalteco fue disminuido repentinamente a 15.000 efectivos. El coronel Héctor Rosales, miembro de la Asociación de Veteranos Militares de Guatemala, declaró que con la desmovilización de las Fuerzas Armadas de Guatemala, muchos oficiales se encontraron desempleados de "manera abrupta". Ante la ausencia de un plan de reinserción en la vida económica, la gran mayoría pasó a conformar parte de servicios privados de seguridad y un porcentaje muy pequeño se dedicó a actividades ilícitas.
Del 2007 al 2010 oficiales de tropas especiales estadounidenses, Boinas Verdes, entrenaron a Kaibiles guatemaltecos como parte de un convenio entre ambos países. Rony Urizar, vocero del Ejército de Guatemala, indicó que el entrenamiento comenzó con lucha antiterrorista, seguido de combate de pequeñas unidades y por último la lucha contra el narcotráfico. Los ejercicios incluyeron operaciones de asalto aéreo, adiestramiento de francotiradores y utilización de explosivos para ataques por sorpresa.
Hasta la fecha son reconocidos mundialmente por el nivel de entrenamiento arduo que tienen estos soldados, también son reconocidos por sus tácticas en combate en el espectro irregular, a tal punto que fuerzas militares extranjeras como las de Australia, Francia , Brasil,  los han apodados como "Máquinas de Matar".

## Entrenamiento

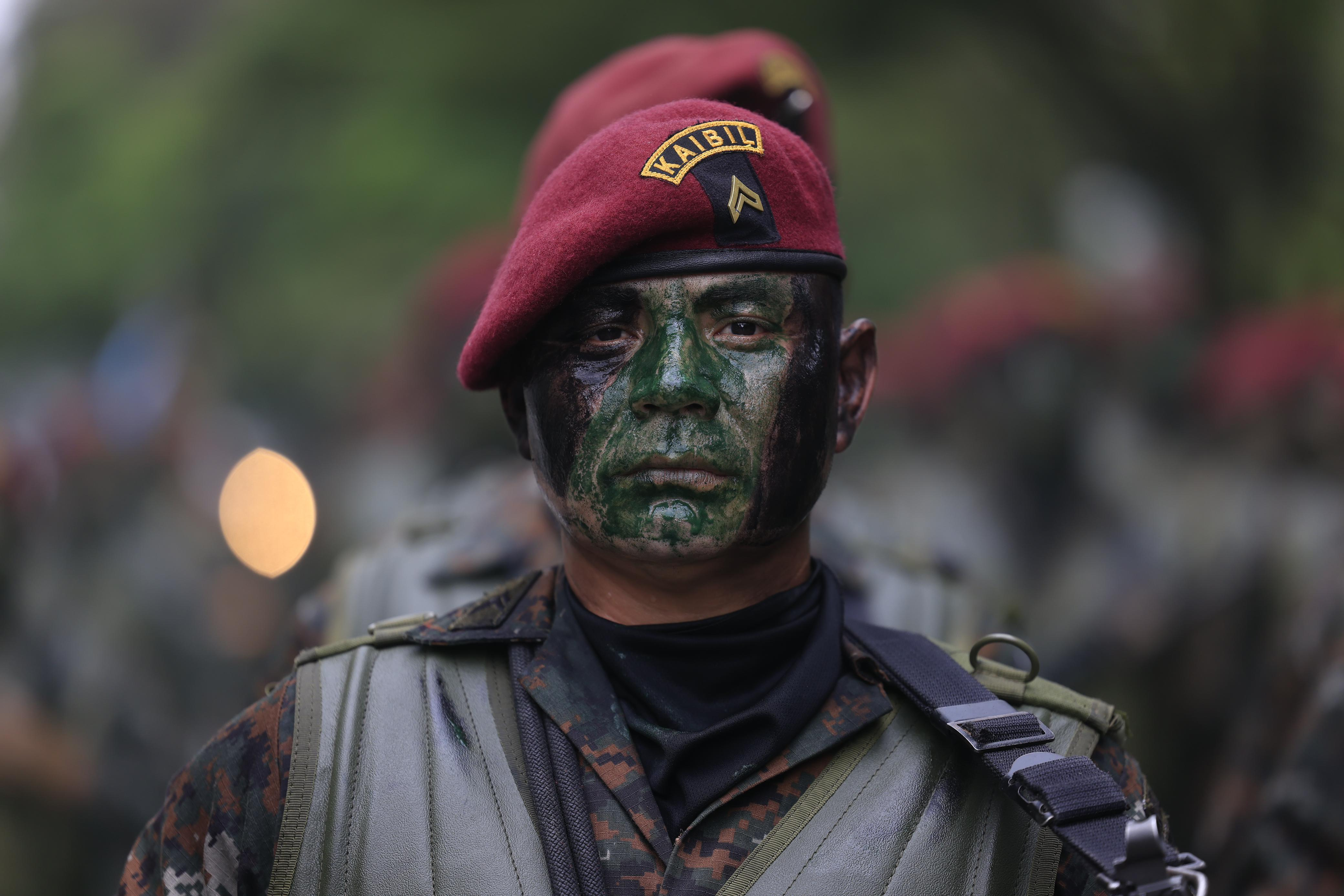
Kaibil en un desfile militar en la Ciudad de Guatemala, 2 de julio de 2024.

Los kaibiles son entrenados en el caserío "El Infierno", llamado así por la abundante cantidad de insectos en esa parte de la aldea La Pólvora del Municipio de Melchor de Mencos, Petén en plena selva tropical. Desde 1988 la escuela Kaibil se encuentra ubicada en la Brigada de Fuerzas Especiales, Poptún Petén a 400 kilómetros al norte de la Ciudad de Guatemala.
Los miembros de esta unidad del ejército guatemalteco son entrenados durante ocho semanas, en un entrenamiento de sobrevivencia en condiciones de gran dificultad. Paralelo a ello se busca una fortaleza física y psicológica, para soportar todo tipo de privaciones e incomodidades y una fortaleza espiritual inquebrantable. El curso tiene un alto contenido axiológico, esto quiere decir, que todo tiene un significado.
Durante las ocho semanas no existe horario para el entrenamiento, pues puede ser mientras duermen, a mediodía o a cualquier hora de la madrugada. Pueden ser despertados y levantados a las dos de la mañana para ejercitarse y entrenar hasta que no aguanten físicamente, pero ponen a prueba la famosa teoría "La mente domina al cuerpo", frase muy célebre y utilizada a menudo en cada adiestramiento que realizan en las fuerzas armadas de Guatemala.
El curso para ser Kaibil comprende tres etapas:
- La primera tiene una duración de 21 días de instrucción teórica y entrenamiento práctico en la que se mide el grado de espíritu militar y el nivel moral del aspirante.
- La segunda fase se desarrolla en la selva durante 28 días y al final del severo entrenamiento, el Kaibil debe saber actuar con destreza en una guerra irregular y ser capaz de cruzar corrientes de agua, pantanos, riscos, hacer demoliciones, detectar y desactivar minas.
- En la última etapa, el aspirante a Kaibil, acostumbrado a comer serpientes, hormigas y raíces, y a captar el agua del rocío en hojas, debe efectuar ataques de aniquilamiento, maniobras de inteligencia, penetraciones en territorio enemigo y reabastecimiento aéreo.

Le llaman "El Infierno" al centro de entrenamiento Kaibil porque los 38 grados centígrados de temperatura y la intensa humedad del lugar han hecho a muchos desistir.

## Filosofía y lema
La filosofía del curso se resume en su lema, su credo y su decálogo los cuales rigen la conducta de los alumnos durante el entrenamiento. Kaibil es un vocablo de lengua mam que significa “aquel que tiene la fuerza y la astucia de dos jaguares”. Tienen como lema el de líder Vendeeano Henri de La Rochejaquelein: “Si avanzo, sígueme; si me detengo, aprémiame; si retrocedo mátame”.
El emblema tiene un mosquetón de alpinismo, que significa unión y fuerza, y una daga al centro de la imagen representa el honor, su empuñadora son cinco muescas, que significa los cinco sentidos alertas del soldado. La cuerda dividiendo el mosquetón simboliza las operaciones terrestres.
El color negro simboliza el silencio en que el kaibil ejecuta el combate y también las operaciones nocturnas. El color azul en la parte superior simboliza las operaciones aéreas, marinas y diurnas.

## Controversias y hechos dolorosos

### Los ex kaibiles y los cárteles mexicanos de las drogas

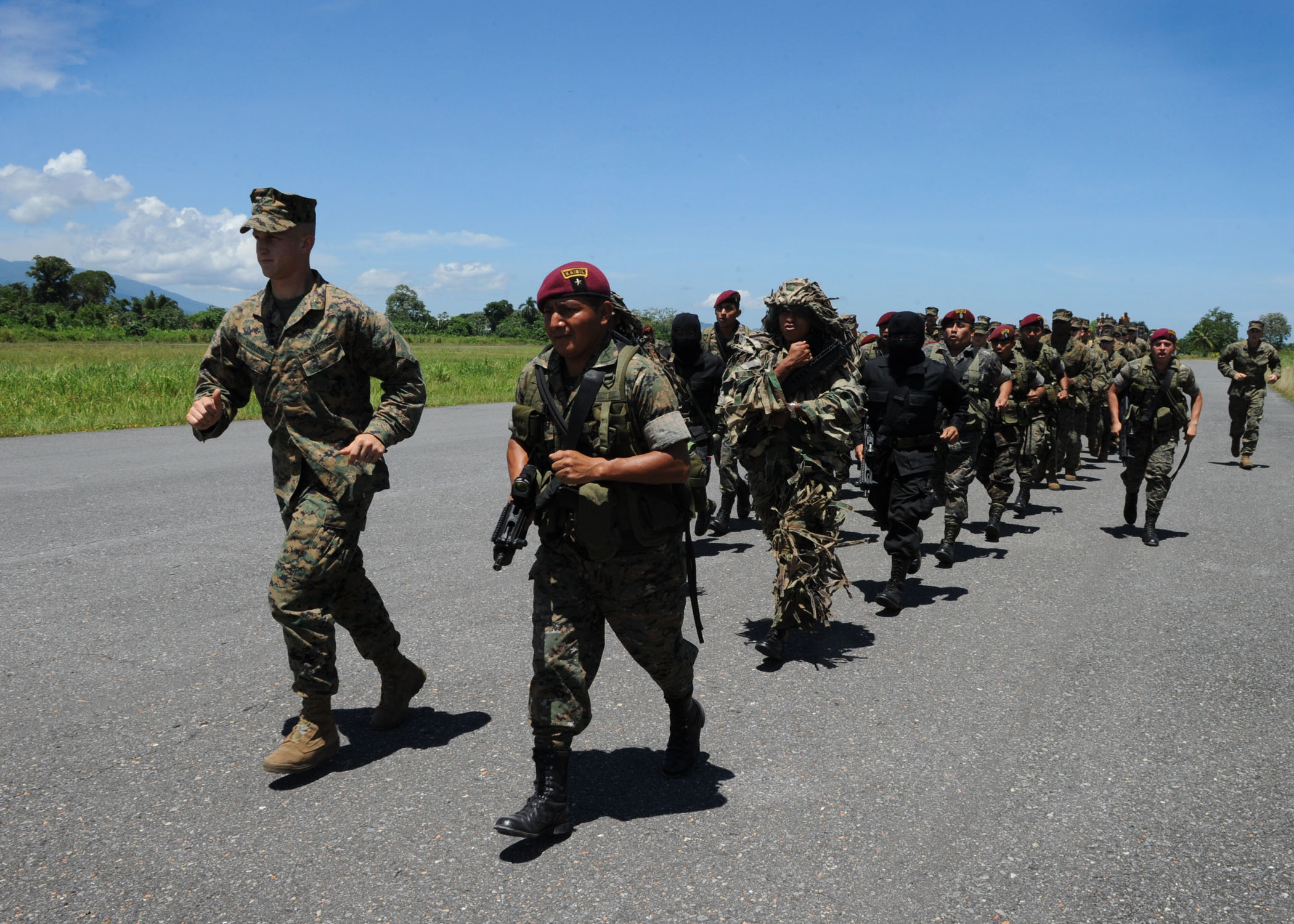
Entrenamiento conjunto con unidades de los Estados Unidos

En septiembre de 2005 fueron capturados 4 ex kaibiles que estaban al servicio del cártel de Sinaloa, México, que era liderado por Joaquín Guzmán Loera “El Chapo”. Los exmilitares guatemaltecos confesaron estar al servicio de los cárteles mexicanos de las drogas,  “El 10 de septiembre del mismo año... en su declaración tras el arresto... (un miembro de Los Zetas) declaró que habían reclutado Kaibiles para trabajar con Los Zetas y que los Kaibiles estaban proveyendo armas y granadas desde Guatemala. En 2013 la DEA arrestó a otros 4 miembros de la organización de narcotraficantes Los Zetas,  en el estado mexicano de Tamaulipas, según los agentes de la DEA que los interrogaron, había guatemaltecos exmiembros de esta unidad  del ejército guatemalteco, al servicio de Los Zetas. “...Interceptaron un convoy desde el que abrieron fuego... pudieron controlar la situación y asegurar a cuatro de los sujetos que eran Kaibiles y se identificaron como miembros de dicha organización. Los zetas, en la actualidad, están integrados por un gran número de Kaibiles, que una vez dejaron el servicio activo dentro del ejército guatemalteco, decidieron de forma libre y consciente, vender sus servicios como mercenarios, a las organizaciones de narcotráfico mexicano.
Las autoridades castrenses de Guatemala consideran muy reducido el número de ex kaibiles al servicio del narcotráfico. Asimismo, se deslindan de la participación de exmiembros en actividades delictivas. La Procuraduría General de la República (PGR) de México consideraba en septiembre de 2005 que un grupo aproximado de 30 ex kaibiles entrenaba a los nuevos asesinos a sueldo (sicarios).

### Abusos de derechos humanos
Aministía Internacional ha registrado múltiples denuncias sobre violaciones a los derechos humanos perpetradas por los kaibiles. A finales de 2005 se ligaron al menos dos ex-kaibiles con las bandas traficantes de drogas en México conocidos como Los Zetas. Estos habían desertado del ejército en 2001.[cita requerida] actualmente es indeterminado el número de Kaibiles, al servicio de dicha organización de narcotráfico.
En el "Caso de la Masacre de Las Dos Erres vs Guatemala", ante la Corte Interamericana de Derechos Humanos, se constató que dicha masacre fue ejecutada por Kaibiles.

## Misión de paz de laOrganización de las Naciones Unidas
Actualmente los kaibiles han sido desplegados en la República Democrática del Congo, como parte de la misión de búsqueda de paz que las Naciones Unidas llevan a cabo en ese lugar.
El 24 de enero de 2005 en una misión que realizaban los kaibiles en el  parque nacional Garamba, en la República Democrática del Congo fueron emboscados por miembros del Ejército de Resistencia del Señor (ERS), donde fueron asesinados 7 soldados del ejército guatemalteco y otros 6 resultaron heridos; falleciendo uno en el hospital por la gravedad de las heridas recibidas. La lucha según los registros locales fue cruenta, estimándose que cerca de 25 miembros del ERS, fueron abatidos durante el enfrentamiento con los soldados kaibiles del ejército guatemalteco.

### En español
- Nota sobre kaibiles del periódico Rio Doce de Sinaloa, México
- Imágenes de kaibiles en la red (Google)
- La Opinión: Sobre la amenaza de kaibiles unidos con narcotraficantes en México
- Perspectiva Militar: Los kaibiles
- Reportaje en portal de Terra, elaborado por José Luis Castillejos (enlace roto disponible en Internet Archive; véase el historial, la primera versión y la última).

### En inglés
- Informe del Servicio de Ciudadanía e Inmigración de los Estados Unidos sobre los kaibiles y la Masacre de las Dos Erres (en inglés)
- Sobre la Escuela Kaibil (en inglés)

- Datos: Q1721398
- Multimedia: Kaibiles / Q1721398